# Stefan Steinle
Stefan Steinle (* 14. Juni 1921 in Mönchhof, Burgenland; † 25. August 2012 in Rankweil, Vorarlberg) war ein österreichischer Politiker (SPÖ).

## Leben
Nachdem er die Pflichtschulen absolviert hatte, war Stefan Steinle von 1935 bis 1941 als Arbeiter zunächst bei der ÖBB, und zuletzt bei der Reichsbahn tätig. 1945 fand er Arbeit als Textilarbeiter beim Sportartikelhersteller und Textilunternehmen Eybl. Von 1947 bis 1967 saß Steinle im Betriebsrat des Unternehmens. Ab 1967 engagierte er sich in der Gewerkschaft der Textil-, Bekleidungs- und Lederarbeiter, zu deren Vorsitzenden er im Jahr 1973 gewählt wurde.
Sein politischer Werdegang begann 1954, als er in den Gemeinderat der niederösterreichischen Gemeinde Ebergassing gewählt wurde. Steinle war ein Gründungsvater der noch jungen Gemeinde, die sich erst im September 1954 von Wien abgespalten hatte.
Nach sechs Jahren als Gemeinderatsmitglied folgte 1960 Steinles Wahl zum Vizebürgermeister, der 1965 die Wahl zum Bürgermeister folgen sollte. Stefan Steinle stand danach 21 Jahre lang, bis 1986, an der Spitze von Ebergassing. Im Oktober 1973 wurde er zudem als Mitglied des Bundesrats vereidigt. Der österreichischen Länderkammer gehörte er bis November 1987 an.
Innerhalb seiner Partei zählte Steinle zum Parteivorstand der SPÖ Niederösterreich.

## Auszeichnungen
- Goldenes Ehrenzeichen für Verdienste um die Republik Österreich
- Silbernes Ehrenzeichen für Verdienste um die Republik Österreich
- Silbernes Ehrenzeichen des Landes Niederösterreich